# GDGD-DOGS
『GDGD-DOGS』（グダグダドッグス）は、遠山えまによる日本の少女漫画作品。『ARIA』（講談社）にて2010年9月号（創刊号）から2014年2月号まで連載された。
なお『なかよし』（講談社）2012年11月号には、単行本第2巻発売記念として遠山による別作品「わたしに××しなさい!」とのコラボレーション漫画が掲載されており、単行本第3巻に収録された。

## ストーリー
中学生の時に賞を取って漫画家デビューし、雑誌で連載を持っている手塚神奈は、校長の思いつきで新年度からマンガ家コースが新設されたときわ高校へ入学する。総勢20名のマンガ家コースは担任の岡本先生が漫画に詳しくないことも有ってほとんどの授業時間が自習状態で、教室内で堂々と原稿を仕上げられると神奈が思ったのも束の間。神奈が現役の漫画家であることに気が付いた赤塚不三夫・不二藤雄・石乃森翔太の、揃ってイケメンなのに残念な性格の3人組に事あるごとに絡まれてフラストレーションを溜め込む学園生活を送ることになってしまう。

## 登場人物

### 主人公
手塚 神奈（てづか かんな）
主人公。長い黒髪で、基本的にいつも目元は前髪で隠れている。幼い頃から漫画が大好きで、いつも「私、手塚神奈☆マンガが大好きな15才♥」と心の中で少女漫画の第1話風に自己紹介をしてしまうのが小学生の頃からクセになっている。
中学時代に新人賞を経て漫画家デビューし、現役女子高生漫画家として少女漫画誌『恋♥恋フレンズ』で美男美女の仏像が繰り広げるラブコメ「おしえて 羅♥仏（ラブ）」を連載中だが、読者アンケートの結果は極めて低調で打ち切りの危機に瀕している。趣味と作業時間確保の実益を兼ねて新年度からマンガ家コースが創設されたときわ高校へ進学するが、同級生になった赤塚・不二・石乃森にプロデビューの事実がバレてしまったのを機に、構ってちゃん気質の3人に振り回されることになってしまう。
かつて「姫乙女♥バンビ」というペンネームで漫画の持ち込みをしていたが、現在の担当に失笑されてしまったため、本名でデビューした。それが災いして、赤塚・不二・石乃森らには「ググったらwikiに同い年とあった」としてプロ漫画家であることがバレてしまう。執筆している漫画のジャンルはラブコメだが自身は恋愛に全く興味が無く、目の前でリア充っぷりを見せ付けるカップルに対しては特に強い嫌悪感を抱いている。
名前の由来は「漫画の神様」こと手塚治虫から。

### 問題児三人組
赤塚 不三夫（あかつか ふみお）
マンガ家コースに在籍する問題児3人組の1人。神奈が命名したペンネームは「筋肉バカ王子」。
金髪のイケメンで、普通科の女子には人気が有る。3人の中では漫画の読書量が最も多く、特にジャン◯を愛読している。マンガ家コースを志望した理由は「漫画家になれば仕事で好きなだけ漫画を読めるから」だが、自作の漫画は1本たりとも描き上げたことは無く技術についても全くの無知であるため、プロの漫画家である神奈にしつこく初歩的な質問を繰り返してはうざがられている。小学生の頃、ドラゴンボールにハマったのを契機に体を鍛えるのが趣味で筋肉質だが、その体力を活かす機会には恵まれていない。
名前の由来は、赤塚不二夫から。
不二 藤雄（ふじ ふじお）
マンガ家コースに在籍する問題児3人組の1人。神奈が命名したペンネームは「妄想メガネ」。
コナ◯くん愛用の眼鏡と同じ能力を備える伊達眼鏡を着用しており、眼鏡男子として普通科の女子には人気が有る。講談社漫画賞・小学館漫画賞・手塚治虫文化賞マンガ大賞のトリプル受賞が将来の夢。漫画もゲームも一切禁止と言う厳格な家庭で育ったが、某大学付属高校の受験前日に間違って自分の机に置かれていたサ◯デーを読んで感動し、漫画家になろうと決意して両親の猛反対を押し切りときわ高校に志望を変更した。漫画を読み始めてから日が浅い割に、誤植やトーンの貼り忘れなど細かいミスを目ざとく発見する読み方が得意だが、赤塚・石乃森と同様に自作の漫画は1本たりとも描き上げたことは無い。
名前の由来は、藤子不二雄から。
石乃森 翔太（いしのもり しょうた）
マンガ家コースに在籍する問題児3人組の1人。神奈が命名したペンネームは「不思議ちゃんドリーム」。
授業中でも構わずキャンディを咥えており、ショタ気味のルックスで普通科の女子には人気が有る。自分の漫画がハリウッドで映画化されることが将来の夢だが、面倒な事が嫌いな性格で赤塚・不二と同様に自作の漫画は1本たりとも描き上げたことは無い。入学式当日、玄関で赤塚・不二とぶつかって3人がそれぞれジャン◯・サ◯デー・ARIA（本作の掲載誌）を落としたことから最初はそれぞれの雑誌を批判し合って口論となったがすぐに意気投合し、互いの夢を語り合っていた為に式には出られなかった。特にARIAのみを愛読している訳ではなく、アフタヌーンやライバルなど対象年齢・性別を問わず講談社の漫画雑誌を手広く読んでいるが、何故かマガジンと月マガ・ヤンマガなどの派生誌だけは読んでいない。
名前の由来は、石ノ森章太郎から。

### その他
山内 庄二（やまうち じょうじ）
マンガ家コースの生徒。瓶底眼鏡とバンダナを着用しており、普段は地味で目立たない存在であった。
眼鏡とバンダナをはずすと、ショタ系のイケメンであり、普段は三次元のイケメンにはまったく萌えない神奈には「おしえて 羅♥仏（ラブ）」に登場するお気に入りキャラクター如意輪観音にそっくりだとして気に入られる。赤塚・不二・石乃森ら3人組に比べると素直で向上心も有り仲良くなれそうだと神奈を油断させて近づくが、本音ではプロデビューした漫画家を憎悪している。その思いから神奈の入稿直前の漫画原稿を取り上げただけでなく監禁し、投稿予定の漫画「がんばれ! 源太」を無理やり読ませるが、絵柄や話のテーマがあまりに古いと酷評される。
名前の由来は、山内ジョージから。
岡本先生（おかもとせんせい）
マンガ家コース担任の女性教諭。担任ではあるものの自分自身は漫画に詳しくない為、マンガ家コースの授業はほとんどの時間が自習となっている。
ちば てつこ
岡本先生が連れて来た、キャリア40年のベテランを自称する講師。トーンすら使わせず、ひたすら点描の特訓を生徒に強いる。キャリアの「40年」は職歴でなく新人賞の投稿歴で、努力賞より上の賞は取ったことが無いため未だプロデビューには至っていない。名前の由来は、ちばてつやから。
担当（たんとう）
少女漫画誌『恋♥恋フレンズ』で神奈を担当している編集者の中年男性。一見、コワモテの外見だが、オネエ言葉で会話する。
神奈が連載中の「おしえて 羅♥仏」は担当が仏像ブームを予見して持ち込んだ企画であるが、ブレイクはおろか読者アンケートで最下位争いを続ける有り様で編集部内での立場が危うくなっている。

## 作中に登場する漫画作品
出典は単行本1巻のカバ中（カバーを外した中身の部分）より。

### おしえて 羅♥仏
神奈が少女漫画誌『恋♥恋フレンズ』で連載している美男美女の仏像が繰り広げるラブコメ学園漫画。読者アンケートの結果は極めて低調で、毎回打ち切りの危機に瀕している。
主な登場人物
天子（てんこ）
可もなく不可もない主人公。
阿修羅（あしゅら）
イケメンでサッカー部のエース。3つ顔があるが、左右の顔は割とやる気がない。主人公のことが気になっている。
千手観音（せんじゅかんのん）
物静かな読書家。頭脳明晰。手が1千本ある。
如意輪観音（にょいりんかんのん）
ショタっ子。女の子に優しい。猫耳で、天然パーマ。語尾に「にょ」と付けるのが特徴。
帝釈天（たいしゃくてん）
いつもペットの象に乗って登場する、学園の生徒会長。美形で女の子大好きなプレイボーイ。黒髪をポニーテールにしている。
技芸天立（ぎげいてんりゅう）
美人でセクシーなお姉様。
軍茶利（ぐんだり）
不良だが、心優しいツンデレ。ひそかにロックバンドをしている。

### その他
トーテムポールと私
少女漫画誌『恋♥恋フレンズ』で連載している、「おしえて 羅♥仏（ラブ）」と毎回人気アンケート最下位を争っていた漫画。トーテムポールが美少年に変身するというまさかのテコ入れで、人気が急上昇中。
がんばれ! 源太
山内が、プロデビューを目指して描いていた漫画作品。神奈に、絵柄も話のテーマも古いと一蹴されてしまう。また、神奈の漫画を編集部へ届けた際に、ついでに編集者にも一読してもらえたが、同様の理由であっけなく原稿を返却される。

## 書誌情報
- 遠山えま 『GDGD-DOGS』 講談社〈KCx ARIA〉、全3巻
  1. 2011年10月6日第1刷発行（同日発売）、ISBN 978-4-06-380541-3
  2. 2012年10月5日第1刷発行（同日発売）、ISBN 978-4-06-380595-6
  3. 2014年2月6日第1刷発行（同日発売）、ISBN 978-4-06-380675-5